# Heliamphora folliculata
Heliamphora folliculata är en flugtrumpetväxtart som beskrevs av Wistuba, Harbarth och Carow. Heliamphora folliculata ingår i släktet Heliamphora och familjen flugtrumpetväxter. Inga underarter finns listade i Catalogue of Life.

## Bildgalleri

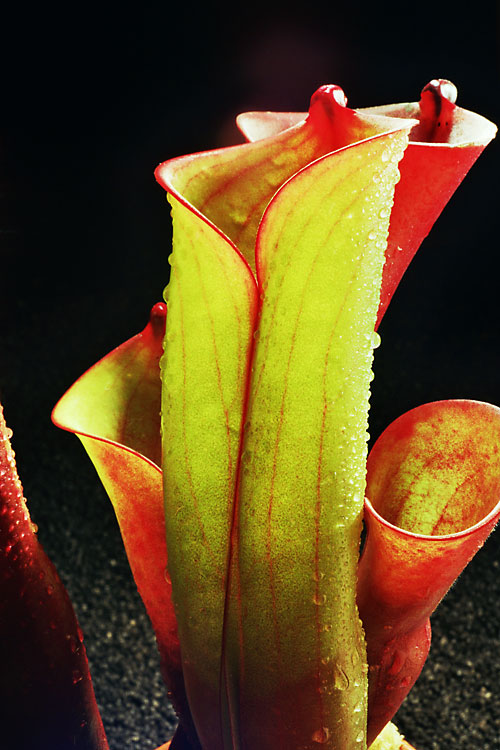
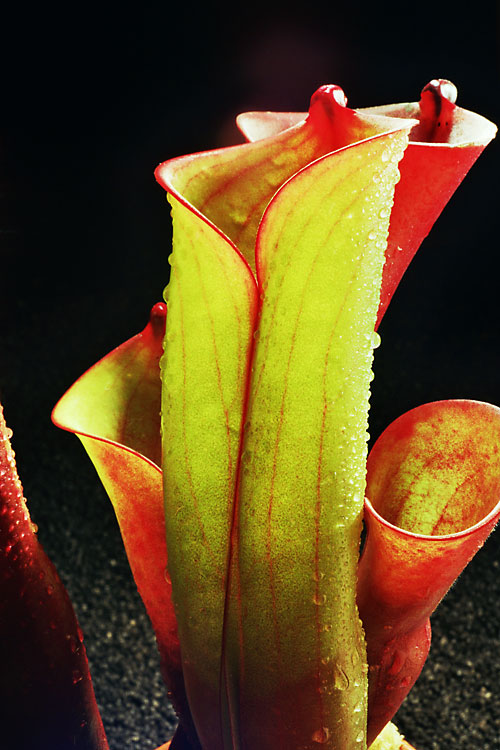
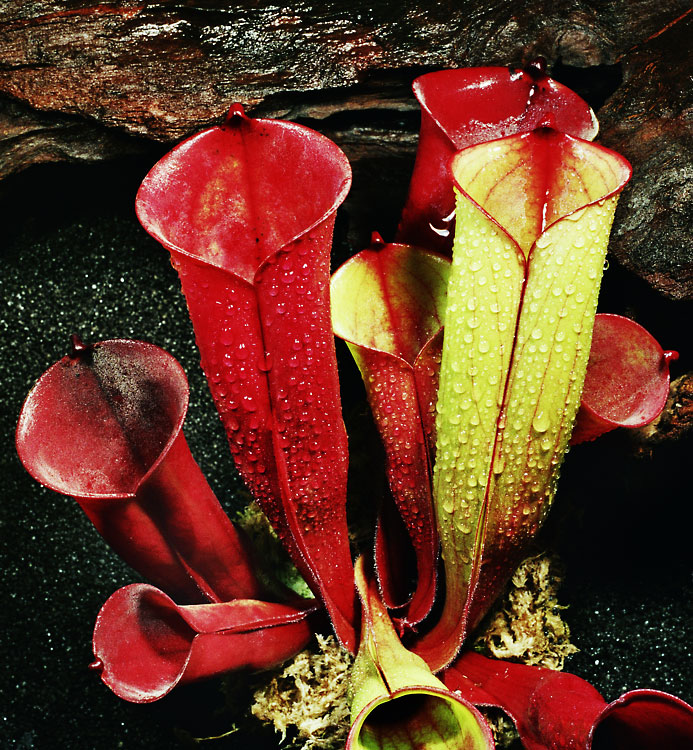
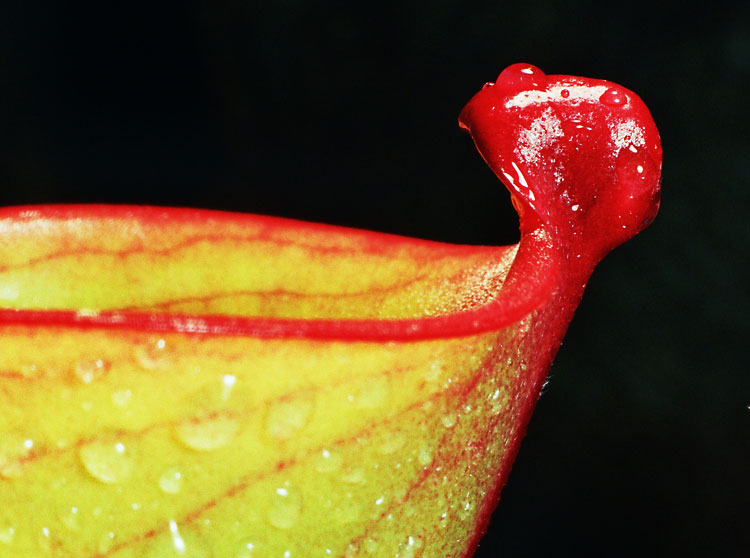
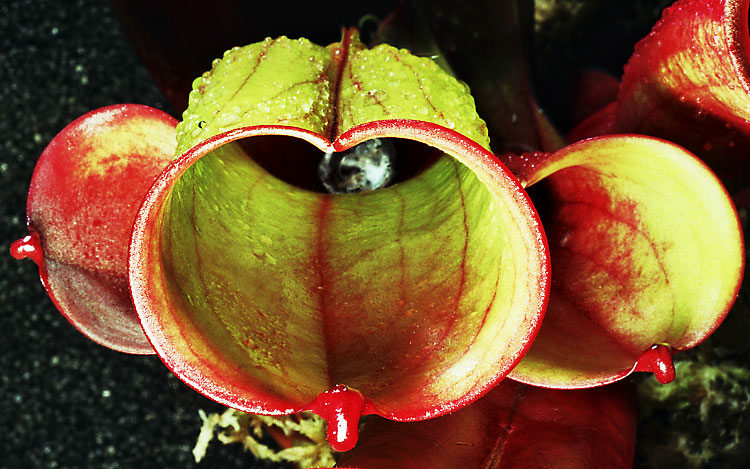
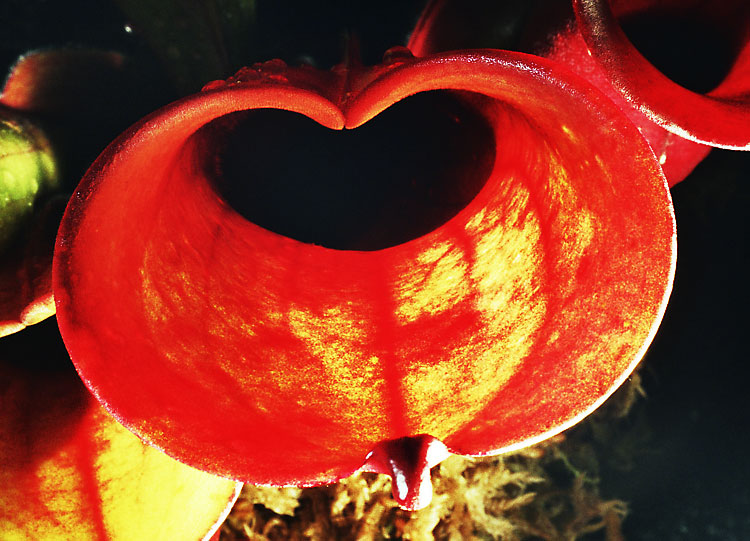